# Josef Grün
Josef Grün es un deportista alemán que compitió para la RFA en bobsleigh. Ganó una medalla de bronce en el Campeonato Mundial de Bobsleigh de 1954, en la prueba cuádruple.

## Palmarés internacional
| Campeonato Mundial | Campeonato Mundial         | Campeonato Mundial | Campeonato Mundial |
| Año                | Lugar                      | Medalla            | Prueba             |
| ------------------ | -------------------------- | ------------------ | ------------------ |
| 1954               | Cortina d'Ampezzo (Italia) | Medalla de bronce  | Cuádruple          |